# El Salitre, San Luis Potosí
El Salitre är en ort i Mexiko.   Den ligger i kommunen Ahualulco och delstaten San Luis Potosí, i den centrala delen av landet, 400 km nordväst om huvudstaden Mexico City. El Salitre ligger 1 829 meter över havet och antalet invånare är 194.
Terrängen runt El Salitre är kuperad åt nordväst, men åt sydost är den platt. Runt El Salitre är det ganska tätbefolkat, med 134 invånare per kvadratkilometer. Närmaste större samhälle är Ahualulco, 3,4 km sydväst om El Salitre. Omgivningarna runt El Salitre är i huvudsak ett öppet busklandskap.